# 4097 Tsurugisan
4097 Tsurugisan è un asteroide della fascia principale. Scoperto nel 1987, presenta un'orbita caratterizzata da un semiasse maggiore pari a 2,2388778 UA e da un'eccentricità di 0,1417022, inclinata di 3,97212° rispetto all'eclittica.